# Amazilia
Amazilia es un género de aves apodiformes perteneciente a la familia Trochilidae —los colibríes—, que agrupa a cuatro especies nativas de la América tropical (Neotrópico), cuyas áreas de distribución se encuentran entre la costa del Golfo de México en el sur de Texas, Estados Unidos y el oeste de México, por América Central y del Sur, hacia el sur hasta el extremo noroeste de Perú y hacia el este hasta el noroeste de Venezuela. El género llegó a contener alrededor de treinta especies de colibríes distribuidos ampliamente por todo el Neotrópico, hasta que los estudios filogenéticos demostraron que era altamente polifilético. En la clasificación propuesta para resolver la polifilia del género un gran número de especies fue transferida para diversos otros géneros. A sus miembros se les conoce por el nombre común de amazilias o colibríes.

## Características
Los colibríes de este género son medianos, miden entre 8 y 11 cm de longitud, de picos rectos, rojizos con el ápice negro. El dorso es verde brillante o verde con canela, las partes inferiores son grisáceas o blanquecinas con garganta verde o canela con garganta verde o totalmente canela. Alas muy oscuras. Presentan poco dimorfismo sexual.

## Sistemática
El género Amazilia fue propuesto por el ornitólogo francés René Primevère Lesson en 1843; la especie tipo subsecuentemente designada fue Ornismya cinnamomea Lesson, 1842, un sinónimo posterior de Ornismya rutila, actualmente Amazilia rutila.

### Etimología
El nombre genérico femenino «Amazilia» fue tomado del nombre específico Ornismya amazilia Lesson; que se refiere a Amazili, una heroína inca en la novela de Jean-François Marmontel «Les Incas, ou la destruction de l’Empire du Pérou» de 1777.

### Taxonomía
La historia taxonómica del presente género es bastante confusa, y llegó a agrupar alrededor de treinta especies.  Ya en el año 1999, se propuso la separación del género en cuatro grandes clados, en la época clasificados como Amazilia, Agyrtria, Polyerata y Saucerottia, principalmente con base en características morfológicas y de plumaje, pero esta tesis no fue adoptada por las mayoría de las clasificaciones por falta de mejores evidencias. Una serie de estudios filogenéticos que culminaron con el estudio de McGuire et al. (2014) confirmaron que el género Amazilia era altamente polifilético. En la clasificación propuesta para resolver la polifilia del género, Stiles et al. (2017) propusieron la transferencia de la mayoría de las especies para géneros ya existentes, resucitados o nuevos, lo que fue reconocido por el Comité de Clasificación de Norte y Mesoamérica (N&MACC) en la Propuesta N.º 2020-A-03, y por el Comité de Clasificación de Sudamérica (SACC) en la Propuesta N.º 781.

### Especies transferidas para otros géneros
- Saucerottia: A. beryllina, A. castaneiventris, A. cyanifrons, A. cyanocephala, A. cyanura, A. edward, A. saucerottei, A. tobaci, A. viridigaster.
- Amazilis: A. amazilia.
- Polyerata: A. amabilis, A. decora, A. rosenbergi.
- Chrysuronia: A. boucardi, A. brevirostris, A. leucogaster, A. versicolor.
- Chlorestes: A. candida.
- Elliotomyia: A. chionogaster, A. viridicauda
- Chionomesa: A. fimbriata, A. lactea.
- Uranomitra: A. franciae.
- Ramosomyia: A. violiceps, A. viridifrons.

## Lista de especies
Según las clasificaciones del Congreso Ornitológico Internacional (IOC) y Clements Checklist/eBird, el género agrupa a las siguientes especies con el respectivo nombre popular de acuerdo con la Sociedad Española de Ornitología (SEO):
| Imagen | Nombre científico     | Autor               | Nombre común       | Estado de conservación | Distribución |
| ------ | --------------------- | ------------------- | ------------------ | ---------------------- | ------------ |
|        | Amazilia rutila       | (Delattre), 1843    | amazilia canela    | LC                     |              |
|        | Amazilia yucatanensis | (Cabot), 1845       | amazilia yucateca  | LC                     |              |
|        | Amazilia tzacatl      | (de La Llave), 1833 | amazilia tzacatl   | LC                     |              |
|        | Amazilia luciae       | (Lawrence), 1868    | amazilia hondureña | VU                     |              |